# St. Alexander Nevsky Chapel
Die St. Alexander Nevsky Chapel ist eine russisch-orthodoxe Kapelle in dem Fischerdorf Akutan auf Akutan Island in Alaska. Errichtet wurde sie 1918 an der Stelle eines Vorgängerbaus als einfache Holzrahmenkonstruktion. Sie steht im Besitz der Diözese Alaska der Orthodoxen Kirche in Amerika (OCA).

## Geschichte
Eine erste Kapelle wurde bei Gründung des Dorfes im Jahr 1878 errichtet. Dessen Walmdach überspannte das Langhaus und den Chorraum. Vorgesetzt war eine kleine Vorhalle mit Satteldach. Die Fassade war mit Schindeln verkleidet. Im Jahr 1918 entschlossen sich die Dorfbewohner zum Neubau der Kirche.

## Beschreibung
Die Kapelle liegt nahe zur Küste und wird von einem Friedhof umgeben. Sie ist nach Nordwesten ausgerichtet mit dem Altar an der Ostseite. Saal und Chor der Kapelle sind in einen einheitlichen, auf rechteckigem Grundriss errichteten Kirchenraum einbezogen, der nach oben mit einem Satteldach abschließt. An der nordwestlichen Seite ist ein Vorraum vorgesetzt, dessen Grundfläche zum Hauptraum verkürzt ist, so dass das mit der gleichen Kantenneigung errichtete Satteldach sich von dem des Kirchensaals absetzt. Beide Baukörper sind als einfache Holzrahmenkonstruktion errichtet. Die Außenseiten sind mit abgekanteten, weiß getünchten Holzbrettern verkleidet.
Der Zugang zur Kapelle erfolgt über die Eingangstür an der nordwestlichen Stirnseite des Vorraums. Eine weitere Tür zum Vorraum befindet sich an der Nordseite. Die rückwärtige Seite des Vorraums verfügte im Dach, wo auch zwei Glocken untergebracht sind, über eine dritte Tür. Beide Dächer sind mit grün gestrichenen Holzschindeln gedeckt. In der Mitte des Kirchenschiffs befindet sich eine kleine Kuppel, der ein Kreuz aufgesetzt ist.
Mitte der 1980er Jahre wurden die Fundamente und der Fußboden ersetzt, der Vorraum verbreitert, um Platz für einen Ölofen zu schaffen. Das Dach wurde neu eingedeckt, die Türen ausgetauscht und die östliche Fassade neu mit Holz verkleidet.
Zur Ausstattung der Kirche gehören mehrere Ikonen.

## Kunstgeschichtliche Bedeutung
Am 6. Juni 1980 wurde die Kapelle in das National Register of Historic Places aufgenommen (#80000738).